# Asellus Tertius

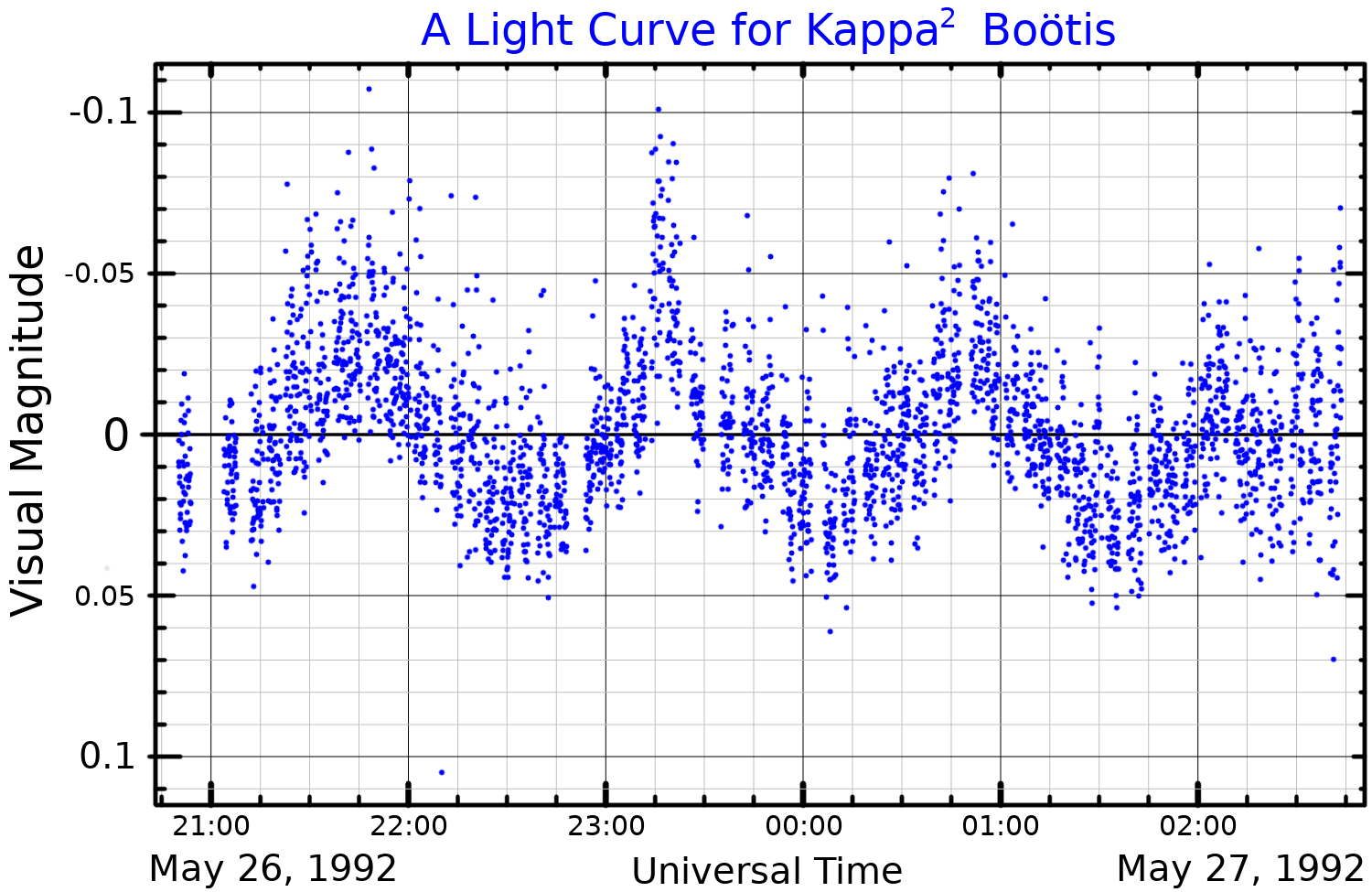
Lichtkromme van Asellus Tertius

Asellus Tertius (kappa Bootis) is een dubbelster in het sterrenbeeld Ossenhoeder (Boötes).